# Кувейтці
Кувейтці— араби, що проживають на території Кувейта, держави, розташованої на північному сході Аравійський півострів на узбережжі Перської затоки.

## Чисельність
За переписом населення в 1957 році в країні проживало 206,4 тис. жителів, в 1985 році - 1,712 млн, в 1995 році - 1,576 млн, в 2001 році - 2,275 млн чоловік . Таке швидке зростання населення було викликане привабливістю Кувейту для іммігрантів.

## Етнічна історія
Предки кувейтців — племена Аравійського півострова, у яких у 2-й половині 2-го тисячоліття до нашої ери після одомашнення верблюда почав складатися господарсько-культурний тип кочівників-верблюдівників (бедуїнов).

## Мова
Кувейтці говорять арабською мовою. Поняття «арабська мова» включає в себе Арабська літературна арабська і розмовний або діалект. Арабська мова зараз найбільш поширена з семіто-хамітських, або афроазіатських мов. Кувейтський народно-розмовний вільний у своєму розвитку та відрізняється від літературної (як і інші діалекти арабської мови) поряд фонетичних, лексичних та граматичних особливостей. На його формування вплинула взаємодія з перською, турецькою, англійською мовами та мовами Індії, а також усне мовлення бедуїнських племен  Аравійського півострова. Кувейтський діалект найбільш схожий з діалектом жителів південних районів Ірак і північного сходу Саудівська Аравія Саудівської Аравії. У кувейтському діалекті багато слів перського, турецького та індійського походження. Є слова запозичені з англійської та французької мов. Англійська мова є робочою у господарській діяльності та науке, а також у спілкуванні з іноземцями. Але він не проник глибоко у сферу спілкування кувейтців, незважаючи на тривалий період британського панування .

## Побут і традиції
Після здобуття незалежності Кувейт став суверенною державою, суспільна свідомість мешканців якої стрімко змінювалася. Але все ж таки для кувейтців, як і раніше, залишилося велике значення таких моральних категорій, як відданість племені і рід, жертовність в ім'я їхніх інтересів, гостинність, співчуття. Світовідчуття кувейтців, їх уявлення про відносини в суспільстві і сім'я формувалися в суворих умовах пустелі, де була велика залежність людей від сил природи.
Кувейтці традиційно вітають одне одного, обмінюючись рукостисканням та цілуючи щоки. Зазвичай чоловіки і жінки не обмінюються більше ніж кількома словами, і можливе рукостискання. Однак, для чоловіків і жінок прийнятно поцілувати щоки, якщо вони пов'язані один з одним близькими родинними зв'язками.
Гостинність у Кувейті часто виражається через подачу чаю і кави. Дуже незвично для гостя увійти до будинку, офісу, або навіть на якийсь склад, щоб йому не запропонували чай чи каву. У кувейтській бедуїнській традиції відмова гостя від чаю, кави іноді розглядається як образа господаря, оскільки це розглядається як заперечення гостем зусиль господаря бути гостинним.

### Традиційні господарські заняття
Кувейтці діляться на 2 категорії - потомствені городяни (велика частина населення) і напівосілі кочівникі. Великий приплив іммігрантів дозволяє частині населення вести традиційний спосіб життя в пустелі.

### Традиційний тип поселення
Щільність населення - 122,9 чол. на 1 км². 98% населення живе у містах. Найбільше місто — столиця Ель-Кувейт, де зосереджено майже все населення країни. Традиційне міське планування — безладне, з вузькими вулицями та провулками, внаслідок перерахованої нижче перебудови столиці від традиційного планування там мало що збереглося. Приблизно така сама ситуація і в інших містах Кувейту.
Кочівники та напівкочівники живуть у наметових таборах.

### Традиційна їжа
Традиційна їжа кувейтців - це пшеничні або ячмінні коржики, овочі, фініки та інші фрукти, кисле молоко, овечий сир, топлене масло, свіжа або сушіння риби суха риба. Традиційні страви - пшенична або кукурудзяна каша-бургуль з кислим молоком або шматочками м'яса, мачбус - Рибний плов | плів з рибою] і овочами, салуна - тушковані з різними овочами риба або м'ясо, кебаб - жаре м'ясо з помідорами. Страви зазвичай гострі, кувейтці додають в їжу багато спецій і гострих овочів (наприклад місцевий коренеплід руад, довге м'ясисте листя багл і дрібні листочки барбір).

### Традиційний одяг
Традиційний одяг кувейтців суттєво не відрізняється від характерного для всіх областей Північної Аравії бедуїнського костюма. Чоловічий одяг складається з довгої та широкої сорочки дішдаша зазвичай білого кольору, штани, плаща-аби червоного кольору, куфії, зазвичай у червоно-білу клітинку або з червоним візерунком , що дотримується закрученим довкола голови чорним вовняним джгутом-ікалем. За старих часів Кувейт славився промислом виготовлення візерункових червоний куфій-куайті, давно витіснених фабричними. Традиційне взуття - шкіряні сандалії. Також багато хто віддає перевагу європейському стилю одягу. Сучасний одяг кувейтців є поєднанням арабських і європейських елементів. Багато городян не виходять на вулицю без покритої голови (деякі особи) .

### Традиційне житло
Традиційне житло кочівників і напівкочівників — чотирикутний намет із чорної (зазвичай козячої) вовни, іноді з брезента, осілих арабів — каркасно-стовпове житло. Зі старовинного міського житла переважають одно- та двоповерхові будинки з плоскою покрівлею, оточеною парапетом з наскрізними отворами для стоку дощової води, і збудовані із сирцевої цегли. Багаті будинки, що будувалися з каменю на вапняному розчині, мають високий створчастий портал, орнаментований алебастрову ліплення, а також декількома арочними галереями по фасаду. Вікна традиційних міських будинків виходять у внутрішній двір. З середини XX століття суттєва частина Ель-Кувейту була перебудована на сучасний лад, і, відповідно, було знесено безліч старих будинків, проте елементи традиційної міської архітектури й досі зберігаються у сучасних будівлях.

### Фольклор
Народна творчість Кувейту кувейтців близька до саудівського та південноіракського.

## Релігія
Державна релігія Кувейту - іслам, 95% жителів країни - мусульмани. Офіційних даних немає, але, за оцінками, 60-70% - суніти і 30-40% - шиїти.

## Державний устрій
За конституції, прийнятою в 1962 Кувейт — конституційна монархія.
Глава держави - емір, шейх Сабах аль-Ахмед ас-Сабах. Емір призначає главу уряду, має право розпустити парламент, підписувати законопроекти, а також повертати їх на доопрацювання до Меджлісу. Емір - верховний головнокомандувач збройними силами Кувейту, він призначає ключові пости в армії Кувейту, у тому числі командуючих усіма родами військ. Згідно з конституцією Емір користується юридичною недоторканністю, але його критика в ЗМІ не заборонена.
Крім того, Емір призначає кронпринц. Проте його кандидатура має бути схвалена членами правлячої сім'ї та затверджена Національною асамблеєю. Якщо Національна Асамблея голосує проти запропонованої еміром кандидатури, емір зобов'язаний подати до Асамблеї трьох інших кандидатів з правлячої сім'ї. Асамблея обирає одного з них.
Емір призначає прем'єр-міністра із членів правлячої сім'ї. Прем'єр-міністр у свою чергу призначає посади в уряді. Усі міністри — члени Національної асамблеї, і як мінімум один міністр — обраний. Ключові міністерства очолюють члени правлячої сім'ї.
Законодавча влада належить еміру та однопалатним Національним зборам «Меджліс аль-Джума» (Національна Асамблея). 50 депутатів обираються під час загальних виборів на чотирирічний термін, ще 15 призначаються прем'єр-міністром. Політичні партії заборонені.
Кувейт - єдина країна Перської затоки з виборним законодавчим органом, при цьому емір і глава правлячого сімейства тут також проходить процедуру виборів і затвердження, на відміну від спадкових монархій сусідніх країн.